# Autoserica vethi
Autoserica vethi är en skalbaggsart som beskrevs av Moser 1916. Autoserica vethi ingår i släktet Autoserica och familjen Melolonthidae. Inga underarter finns listade.